# 焦点一号
焦点一号（JD-1）是中國民营航天企业星际荣耀研发中的一型液体火箭发动机。该发动机以液氧甲烷为推进剂，采用燃气发生器循环设计，首次全系统长程试车于2019年07月12日實施。

焦点一号连续变推力长程试车
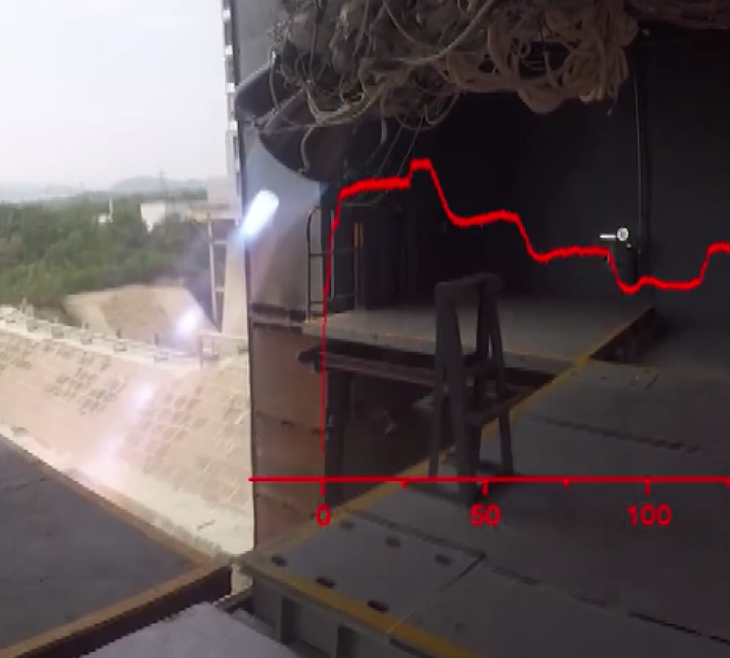
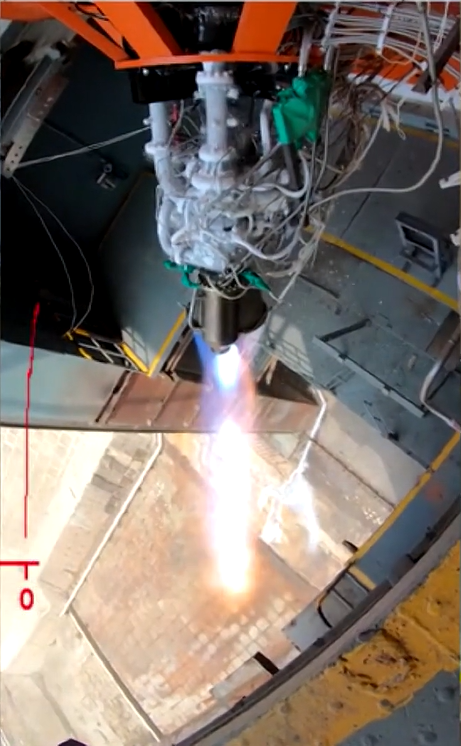
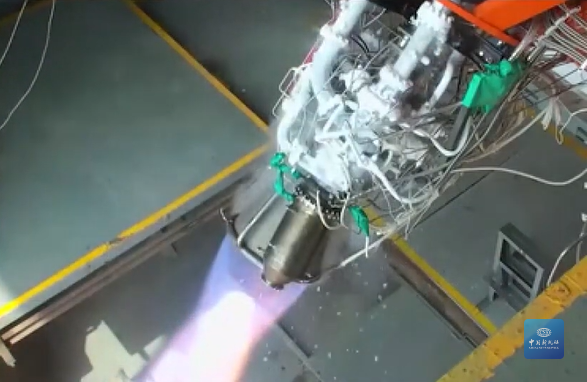
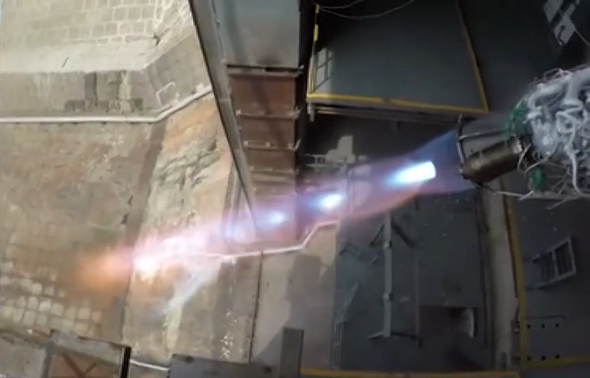